# Joachim Saur
Joachim Saur (* 1966) ist ein deutscher Geophysiker und Weltraumforscher. Er ist Universitätsprofessor an der Universität zu Köln.

## Leben
Saur studierte Physik an den Universitäten Stuttgart und Köln, wo er seine Ausbildung 1995 als Diplom-Physiker abschloss. An der Universität zu Köln wurde er 2000 mit einer geophysikalischen Dissertation zum Thema „Plasma Interaction of Io and Europa with the Jovian Magnetosphere“ bei Fritz M. Neubauer promoviert. Nach Forschungsaufenthalten am Observatoire de la Côte d’Azure in Nizza (2000–2001) und an der Johns Hopkins University in Baltimore (2001–2005) kehrte er 2005 nach Köln zurück als Nachfolger von Fritz M. Neubauer. Als Universitätsprofessor und Lehrstuhlinhaber leitet er die Forschungsgruppe „Space and Planets“ am Institut für Geophysik und Meteorologie der Universität Köln.
Saur befasst sich mit Fragen der Physik der Planeten und ihrer Wechselwirkung, mit dem sie umgebenden Plasma, extrasolaren Planeten und braunen Zwergen. Seine Forschungen basieren auf Beobachtungen von Teleskopen und Satelliten, theoretischen Studien und numerischen Simulationen. Insbesondere kommen dabei Beobachtungen des Hubble-Weltraumteleskops und des James-Webb-Weltraumteleskops zum Einsatz. Saur ist Principal- und Co-Investigator verschiedener Beobachtungskampagnen.
Im März 2020 wurde ihm ein Advanced Grant des European Research Council zugesprochen, um seine Studien über extraterrestrische Ozeane fortzuführen.

## Schriften (Auswahl)
- J. Saur u. a.: Three-dimensional plasma simulation of Io’s interaction with the Io plasma torus: Asymmetric plasma flow. In: J. Geo-phys. Res., 104, 25, 105–125,126, 1999.
- J. Saur, F.M. Neubauer, N. Schilling: Hemisphere coupling in Enceladus’ asymmetric plasma interaction. In: J. Geophys. Res., 112, A11209, 2007.
- J. Saur, F.M. Neubauer, K.H. Glassmeier: Induced Magnetic Fields in Solar System Bodies. In: Space Science Reviews, 152, 391–421, 2010.
- J. Saur u. a.: Hubble Space Telescope/Advanced Camera for Surveys Observations of Europa’s Atmospheric Ultraviolet Emission at Eastern Elongation. In: Astrophys. J., 738(2), 2011.
- J. Saur u. a.: The Search for a Subsurface Ocean in Ganymede with Hubble Space Telescope Observations of its Auroral Ovals. In: J. Geophys. Res., 120, 1715–1737, 2015.
- J. Saur: Mini-magnetospheres and Moon-magnetosphere Interactions. In: R. Maggiolo, N. Andre, H. Hasegawa, D. Welling (Hrsg.): Space Physics and Aeronomy: Magnetospheres. AGU Books, Washington, 2021.